# Inženjerijska bojna GOMBR
Inženjerijska bojna Gardijske oklopno-mehanizirane brigade postrojba je Hrvatske kopnene vojske, ustrojena 2008. godine i gotovo 90 posto njezinih pripadnika dolazi iz nekadašnje 30. inženjerijske brigade i Inženjerijske satnije 3. GOMBR-a.
Težišna zadaća inženjerijskih postrojbi jest provođenje građevinsko-inženjerijskih radova. Osim izgradnje objekata za vojne potrebe, uređenja poligona i drugih vojnih objekata, inženjerija provodi i aktivnosti koje su od velikog značenja za civilnu zajednicu. 
Postrojba je bila stacionirana u vojarni "Bosut" u Vinkovcima, a često su i na više terena istodobno, pa je u takvim uvjetima rada specifičan i način zapovijedanja i način vođenja postrojbe. Sredinom 2021.g. je premještena u vojarnu "204. brigade HV" u Vukovaru.
Inženjerijska bojna se inače sastoji od inženjerijske i pionirske satnije, te tri samostalna voda, i to voda za premoštavanje te logističkog i zapovjednog voda. 